# خلاصه‌سازی کد منبع
خلاصه‌سازی کد منبع (به انگلیسی: Minification یا Minify) در زبان‌های برنامه‌نویسی اشاره به رفع بایت‌های غیرضروری مانند فضاهای خالی و فاصله‌ها از کدهای منابع دارد. خلاصه سازی کد منبع مخصوصاً برای زبان‌های تفسیرشده مانند جاوا اسکریپت بسیار کاربردی است، زیرا باعث کاهش حجم فایل‌ها و افزایش سرعت تحویل داده به کاربران در اینترنت می‌شود.
خلاصه‌سازی کد منبع که اکثراً برای فایل‌های جاوا اسکریپت، سی‌اس‌اس و اچ‌تی‌ام‌ال استفاده می‌شود حجم داده‌ها را تا ۲۰٪ کاهش می‌دهد.

## مثال
برای نمونه، این کد جاوااسکریپت؛
```
// This is a comment that will be removed by the minifier

var
 
array
 
=
 
[];

for
 
(
var
 
i
 
=
 
0
;
 
i
 
<
 
20
;
 
i
++
)
 
{

  
array
[
i
]
 
=
 
i
;

}

```

معادل، اما طولانی‌تر از کد زیر است:
```
for
(
var
 
a
=
[
i
=
0
];
i
<
20
;
a
[
i
]
=
i
++
);

```

## ابزارها
- ابزار برخط خلاصه‌سازی کد اچ‌تی‌ام‌ال
- ابزار برخط خلاصه‌سازی کد سی‌اس‌اس
- ابزار برخط خلاصه‌سازی کد جاوا اسکریپت